# لودویک باتلی
لودویک باتلی (انگلیسی: Ludovic Batelli؛ زادهٔ ۲۴ مهٔ ۱۹۶۳) بازیکن فوتبال اهل فرانسه است.
از باشگاه‌هایی که او در آن بازی کرده‌، می‌توان به باشگاه فوتبال والنسین، باشگاه فوتبال لوریان و باشگاه فوتبال لانس اشاره کرد.